# Spacex CRS-1
Spacex CRS-1 eller SpX-1 var den första ordinarie flygningen av företaget Spacexs rymdfarkost Dragon. Farkosten sköts upp med en Falcon 9-raket den 8 oktober 2012 och dockades med Internationella rymdstationen den 10 oktober. Farkosten levererade 905 kilo förnödenheter till rymdstationen och lastades sedan med 905 kilo prover och utrustning som återfördes till jorden.
Farkosten lämnade rymdstationen den 28 oktober 2012, några timmar senare återinträdde den i jordens atmosfär och landade i Stilla havet.

### Fotnoter
1. ↑  ”NASA Space Science Data Coordinated Archive” (på engelska). NASA. https://nssdc.gsfc.nasa.gov/nmc/spacecraft/display.action?id=2012-054A. Läst 2 mars 2020.
2. ↑  Manned Astronautics - Figures & Facts Arkiverad 4 mars 2016 hämtat från the Wayback Machine., läst 23 juli 2016.